# Klaus Beckmann (Politiker)
Klaus Beckmann (* 11. August 1944 in Ennigloh (heute Bünde im Kreis Herford); † 27. Mai 1994 in Essen) war ein deutscher Politiker (FDP).
Er war von 1989 bis 1992 Parlamentarischer Staatssekretär beim Bundesminister für Wirtschaft.

## Ausbildung und Beruf
Nach dem Abitur absolvierte Beckmann ein Studium der Rechts- und Staatswissenschaften in Köln. 1964 wurde er Mitglied des Corps Hansea Köln. Das Studium beendete er 1970 mit dem ersten und 1974 mit dem zweiten juristischen Staatsexamen. Er war dann zunächst bis 1976 als Referent bei der Binnenschiffahrts-Berufsgenossenschaft in Duisburg tätig. 1977 ließ er sich als Rechtsanwalt in Essen nieder und trat in die Steag AG ein.

## Familie
Klaus Beckmann war verheiratet und Vater von drei Töchtern.

## Partei
Seit 1966 war Beckmann Mitglied der FDP. Von 1980 bis 1992 war er Vorsitzender des FDP-Bezirksverbandes Ruhr und gehörte auch dem FDP-Landesvorstand in Nordrhein-Westfalen an. Er war ab 1988 ständiger Gast im FDP-Bundesvorstand.

## Abgeordneter
Von 1975 bis 1979 war Beckmann Vorsitzender der FDP-Fraktion im Rat der Stadt Essen.
Von 1980 bis zu seinem Tode war Beckmann dann Mitglied des Deutschen Bundestages. Hier war er von 1983 bis 1989 Parlamentarischer Geschäftsführer der FDP-Bundestagsfraktion.

## Öffentliche Ämter
Im Juli 1989 wurde Klaus Beckmann als Parlamentarischer Staatssekretär beim Bundesminister für Wirtschaft in die von Bundeskanzler Helmut Kohl geführte Bundesregierung berufen. Wegen schwerer Krankheit trat er im September 1992 von diesem Amt wieder zurück.

## Auszeichnungen
- 1986: Bundesverdienstkreuz am Bande
- 1989: Bundesverdienstkreuz 1. Klasse
- 1990: Großes Goldenes Ehrenzeichen für Verdienste um die Republik Österreich[7]